# برایتناو آم هوخلانچ
برایتناو آم هوخلانچ (به آلمانی: Breitenau am Hochlantsch) یک منطقهٔ مسکونی در اتریش است که در بروک مورتسوچلاگ واقع شده‌است. برایتنو ام هوخلانچ ۶۲٫۴۸ کیلومتر مربع مساحت دارد ۶۰۷ متر بالاتر از سطح دریا واقع شده‌است.